# Schizophragma parvula
Schizophragma parvula är en stekelart som beskrevs av Dmitriy Alekseevich Ogloblin 1949. Schizophragma parvula ingår i släktet Schizophragma och familjen dvärgsteklar. Inga underarter finns listade i Catalogue of Life.